# فخر الدين منافوف
فخر الدين مناف أوغلو منافوف (بالأذرية: Manafov Fəxrəddin Manaf oğlu)، هو ممثل مسرحي وسينمائي أذربيجاني، لُقِّب بفنان الشعب في جمهورية أذربيجان، متقاعد فخري لرئيس جمهورية أذربيجان (2006).

## حياته
ولد فخر الدين منافوف في مدينة خانكندي، في 2 أغسطس، عام 1955.

تخرج من معهد أذربيجان الحكومية للفنون بين 1975-1980.
عمل فخرالدين منافوف عارض الأفلام في بيت التمثيل بين 1971، وكممثل بين 1976-1978 في مسرح التعليم.
وبجانبه، عمل كممثل في مسرح «يوغ» بين 1989-1993. منذ عام 1977 حتى الآن، يعمل كممثل في استوديو «الأفلام الأذربيجانية» السينمائية في أذربيجان الذي يحمل اسم جعفر جبارلي.
لُقِّب فخر الدين منافوف باسم تكريم الفنان في جمهورية أذربيجان الاشتراكية السوفيتية، عام 1987، وبفنان الشعب في جمهورية أذربيجان، في 2000. 
فخر الدين منافوف هو متقاعد فخري لرئيس جمهورية أذربيجان منذ عام 2006.

## فيلموغرافيا
- «خلق رغبتكم» (فيلم، 1977)
- «عمر عزير» (فيلم، 1981)
- «طريق الحياة» (فيلم، 1982)
- «سر لساعة السفينة» (فيلم، 1983)
- «حديقة» (فيلم، 1984)
- «حكاية الرمان الوحيد» (فيلم، 1984)
- نافذة الحزن (فيلم، 1986)
- إذا أموت، سامحني (فيلم، 1989)
- القتل في القطار الليلي (فيلم، 1990)
- تحويل (فيلم، 1990)
- بعد سبعة أيام من القتل (فيلم، 1991)
- أمس، اليوم، غداً (فيلم، 1992)
- تحمينة (فيلم، 1993)
- خمس دقائق (فيلم، 2015)
- علي ونينو (فيلم، 2015)

## وصلات الخرجية
- https://www.youtube.com/watch?v=0gwS00ufRiQ
- https://www.youtube.com/watch?v=OXbvPiCqM4o

## روابط خارجية
- فخر الدين منافوف على موقع IMDb (الإنجليزية)
- فخر الدين منافوف على موقع قاعدة بيانات الفيلم (الإنجليزية)